# Küllenhahn
Küllenhahn ist ein 4,85 km² großes Wohnquartier im Wuppertaler Stadtbezirk Cronenberg.

## Geografie
Das Wohnquartier wird im Süden vom Burgholzbach, im Westen von der Wupper und im Norden von den Straßen Jung-Stilling-Weg, Zeppelinallee und der Landesstraße 418 im Rutenbecker Bachtal begrenzt.
Der größte Teil Küllenhahns wird von den großen Waldflächen des Staatsforstes Burgholz eingenommen, die sich in an den Hängen der tiefen Täler des Burgholzbachs, des Glasbachs und des Bachs Rutenbeck zur Wupper hin erstrecken. Der Burgholztunnel unterquert einen Großteil des Wohnquartiers in Ost-West-Richtung.
Zu den Ortslagen und Außenortschaften zählen Korzert, Neuenhof und Theishahn. Die Ortschaft Evertsaue ist in den 1960er Jahren durch die Verlegung der Wupper abgegangen.

## Geschichte
Der Ortsteil geht auf einen Hof Kettelershahn zurück, der im 16. Jahrhundert erstmals erwähnt wurde. Als der Hof 1610 in den Besitz des Vogts der Cronenberger Sensenschmiedeinnung Johann Kullen (Küll) überging, wechselte der Name zu Kullenhahn (Küllhahn). Das Suffix -hahn ist dabei eine Form von Hain, Hag.

## Struktur

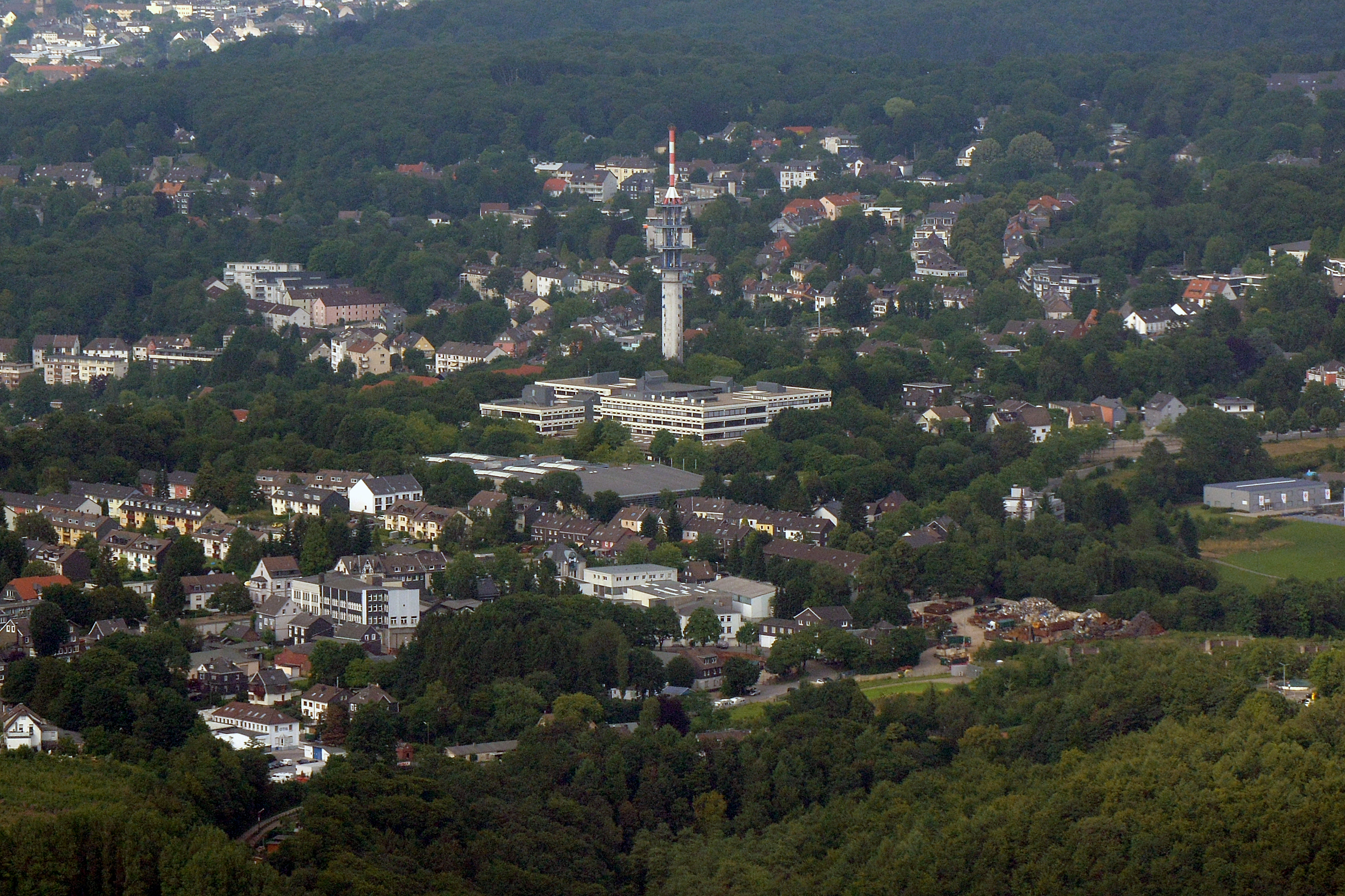
Küllenhahn mit dem Fernmeldeturm und dem Schulzentrum Süd

Die Besiedlung des Wohnquartiers konzentriert sich auf der westlichen Hochfläche der Wuppertaler Südhöhen. In dem Quartier befinden sich eine Grundschule und das Schulzentrum Süd sowie ein Sport- und Schwimmleistungszentrum, in dem zahlreiche Teilnehmer von Wettbewerben bis hin zu den Olympischen Spielen trainieren. Markante Bauten sind die Müllverbrennungsanlage der AWG Wuppertal, der Fernmeldeturm Wuppertal-Küllenhahn und die einzige Wuppertaler Großwindkraftanlage. Die Trasse der Burgholzbahn mit dem ehemaligen Bahnhof Wuppertal-Küllenhahn wurde zum Rad- und Fußweg Sambatrasse umgebaut.
Neben der Wohnbebauung hat sich auch produzierendes Gewerbe, vor allem Werkzeughersteller und metallverarbeitende Industrie, hier angesiedelt. Zu den Firmen zählen die P. Hermann Jung KG des ehemaligen Wuppertaler Oberbürgermeisters Peter Jung, Wera und Walter Klein Wuppertal.
Zu den Sehenswürdigkeiten zählen die Kaisereiche, die Ringwallanlage Burggraben, die Fachwerkhofschaft Obere Rutenbeck, das Arboretum Burgholz, das Bandweber-Museum in der Friedrich-Bayer-Realschule, der Nöllenhammer und der Kremershammer.

## Galerie

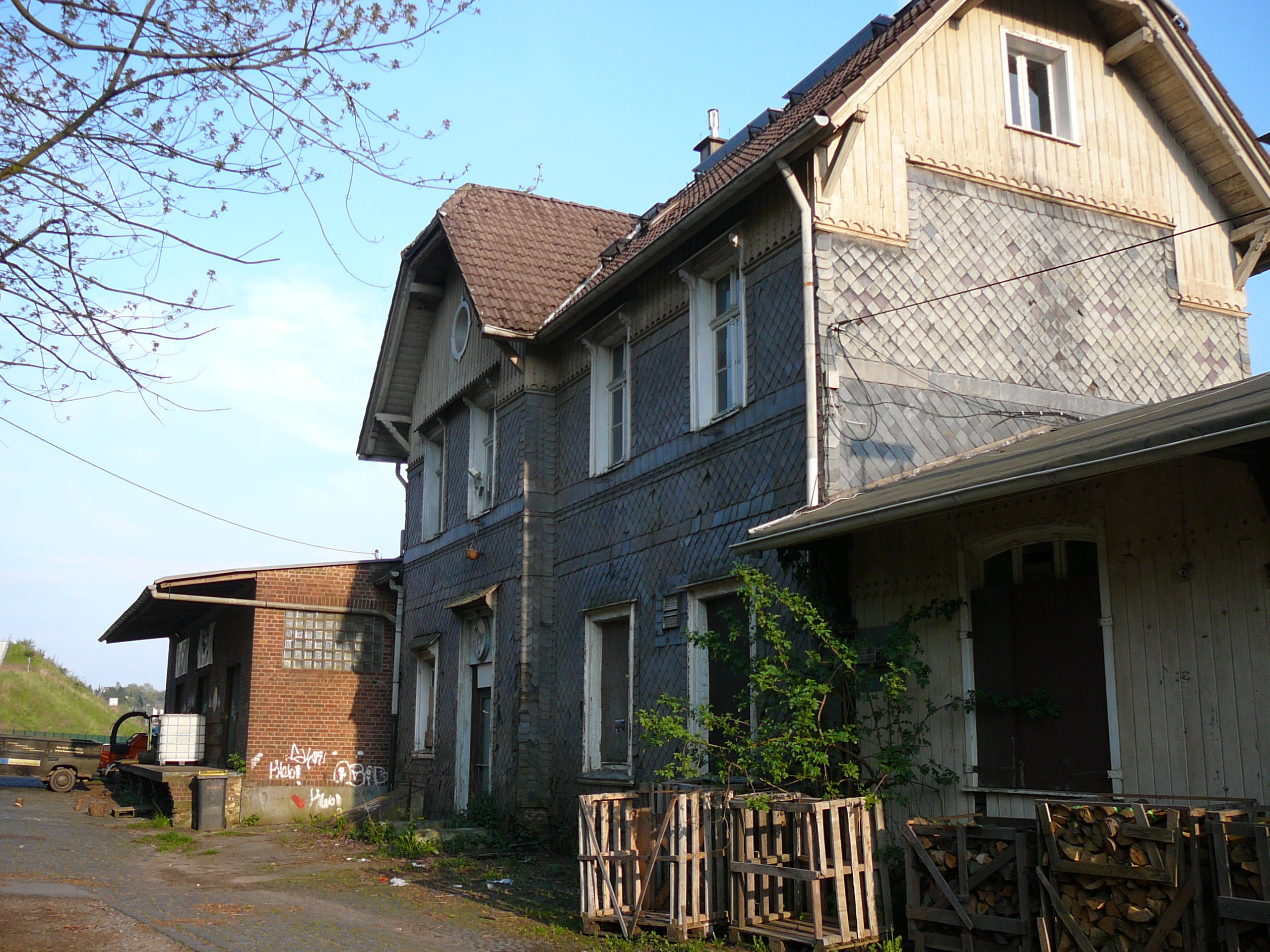
Der Bahnhof Wuppertal-Küllenhahn
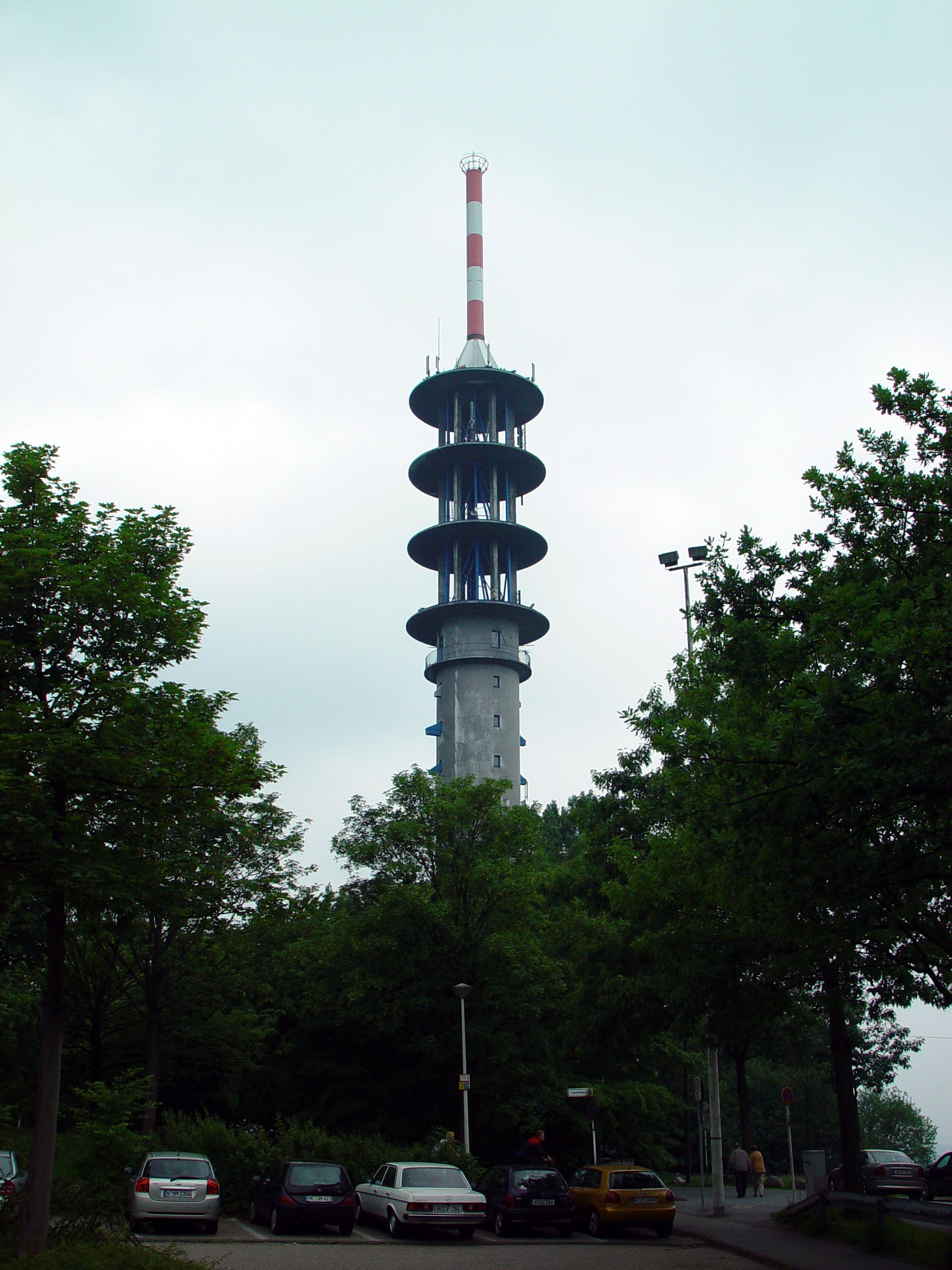
Der Fernmeldeturm
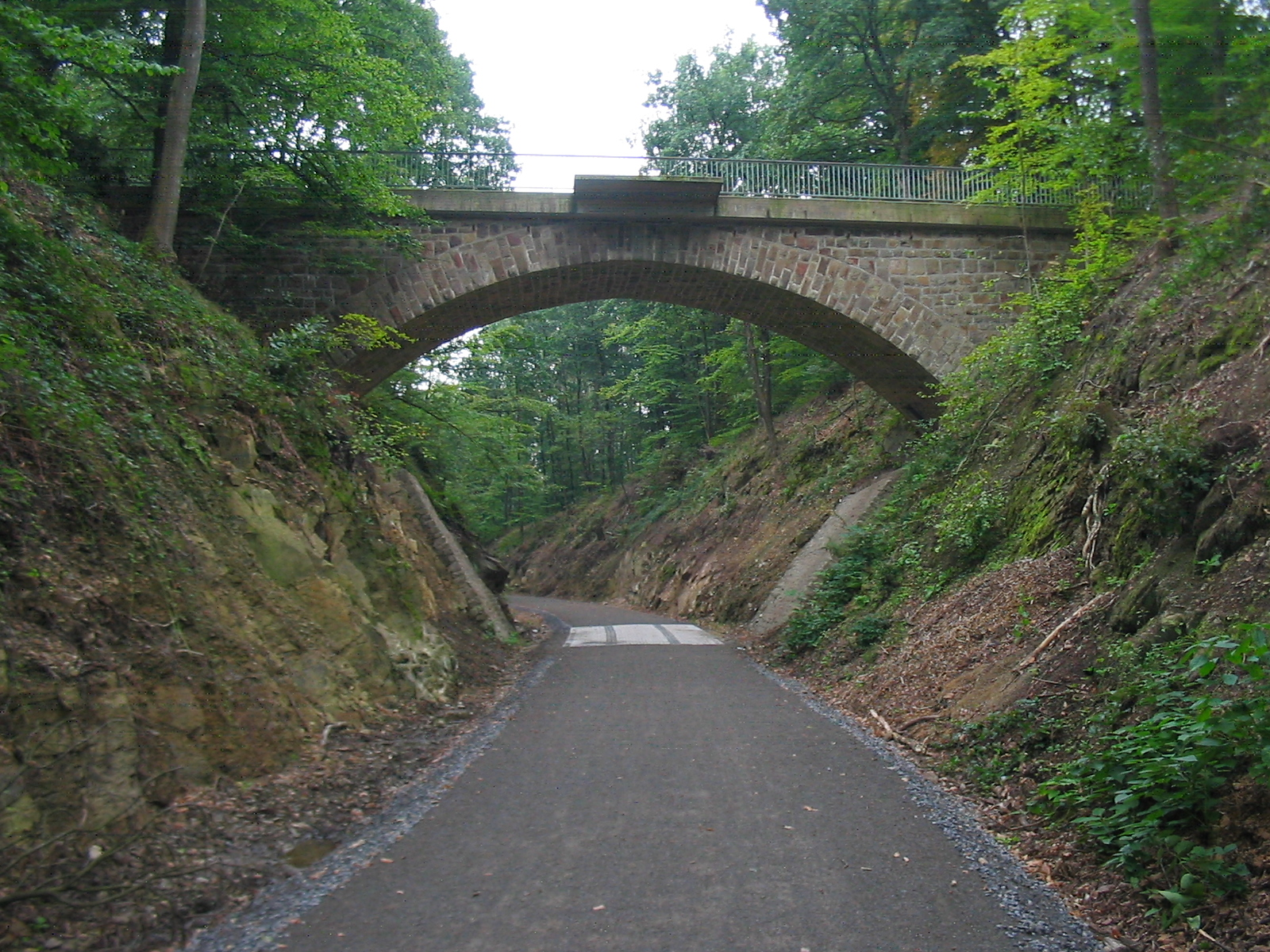
Neuer Radweg auf der Strecke der Burgholzbahn (Brücke an der Kaisereiche)
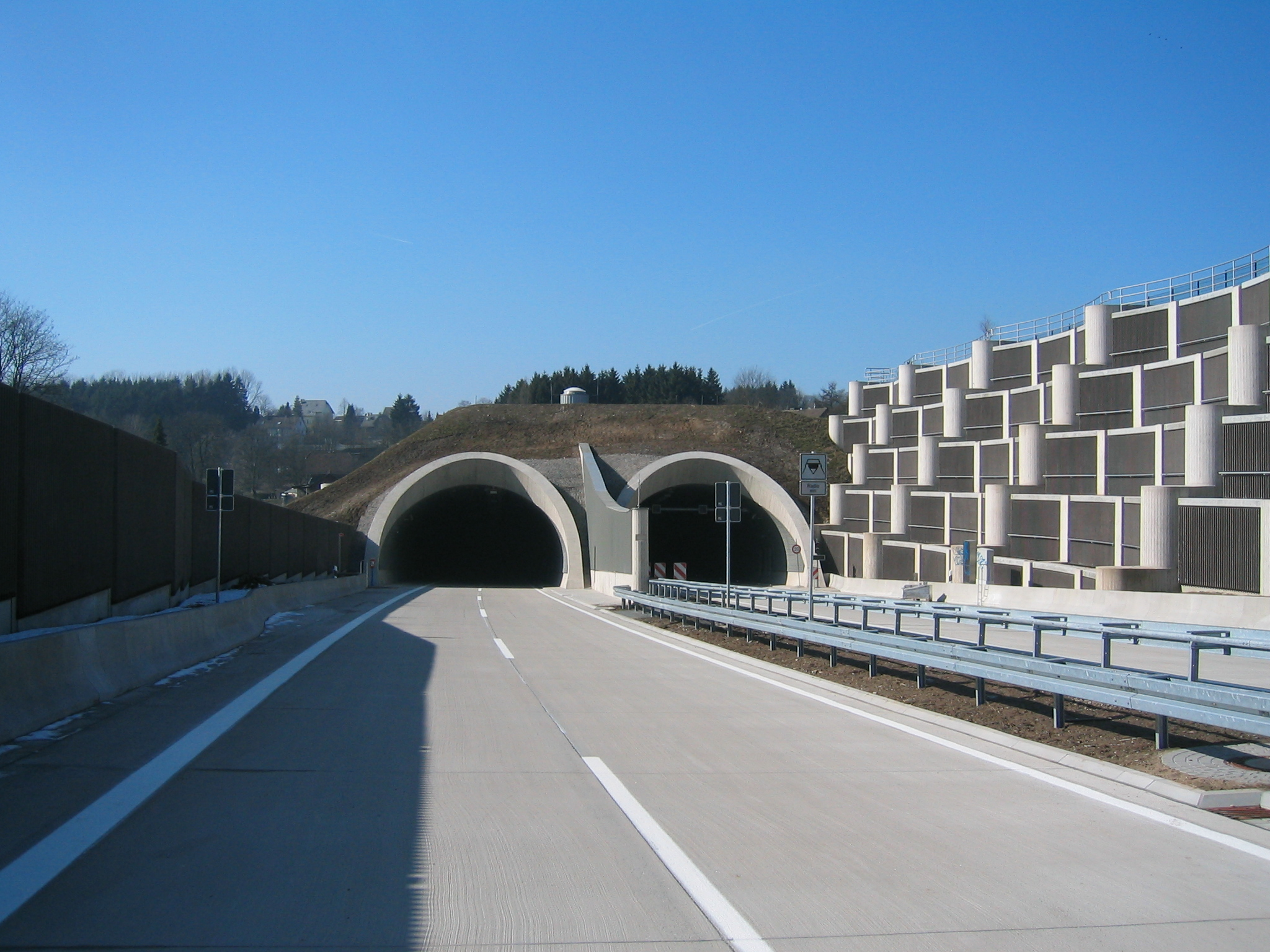
Burgholztunnel: Eingang Ostportal
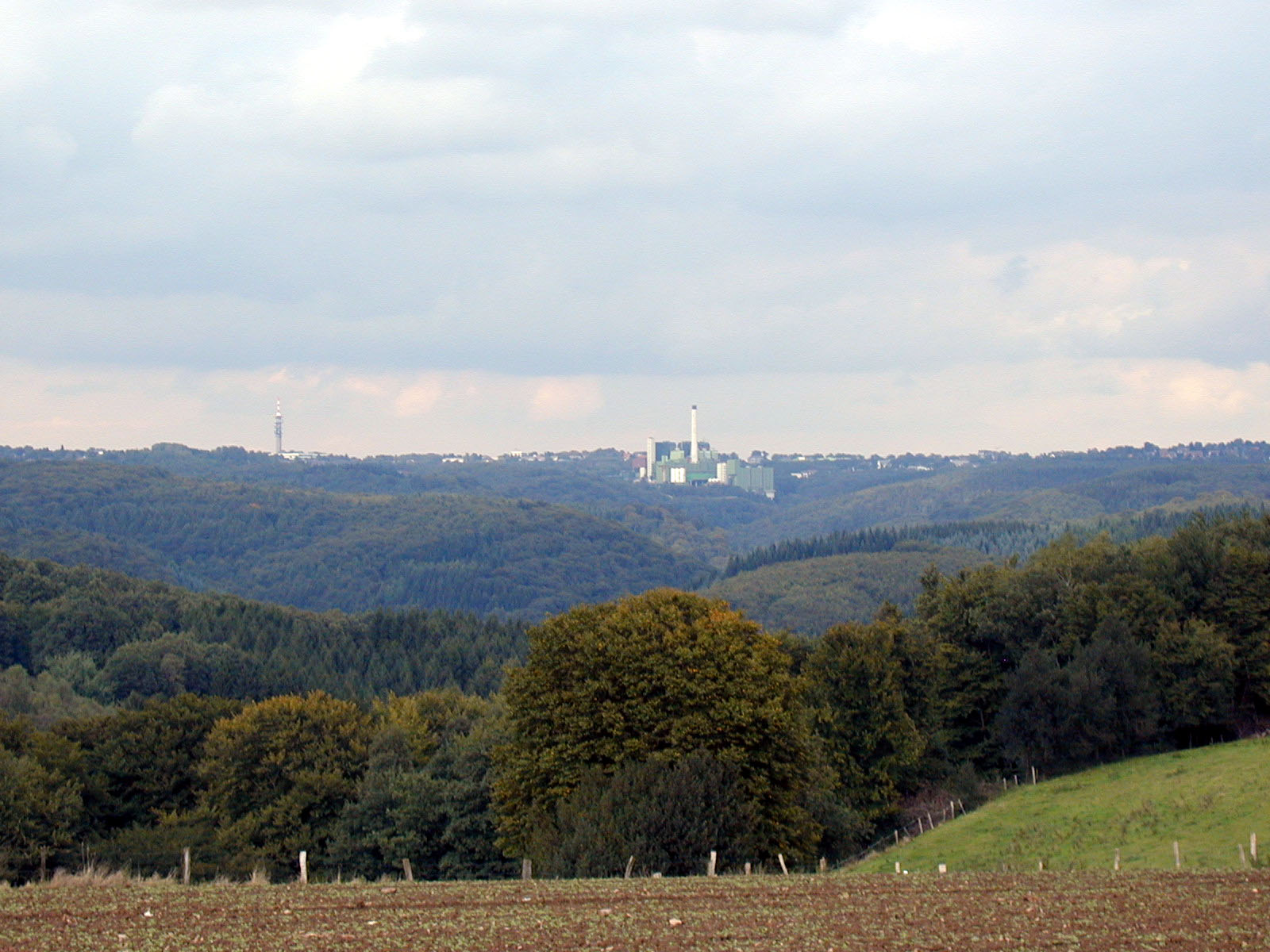
Blick über das Tal der Wupper auf Küllenhahn, rechts die Müllverbrennungsanlage, links der Fernmeldeturm
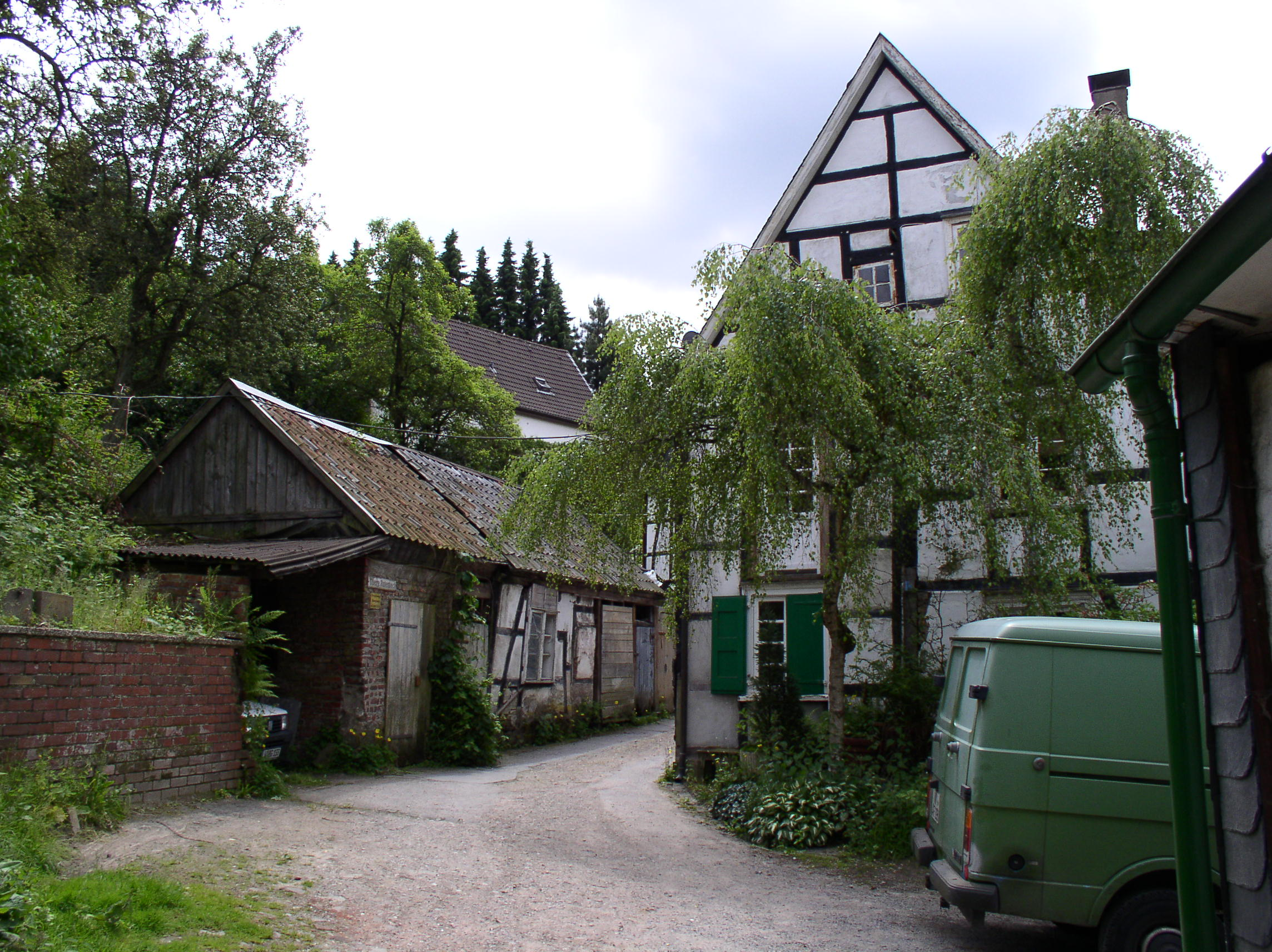
Ansicht in Obere Rutenbeck
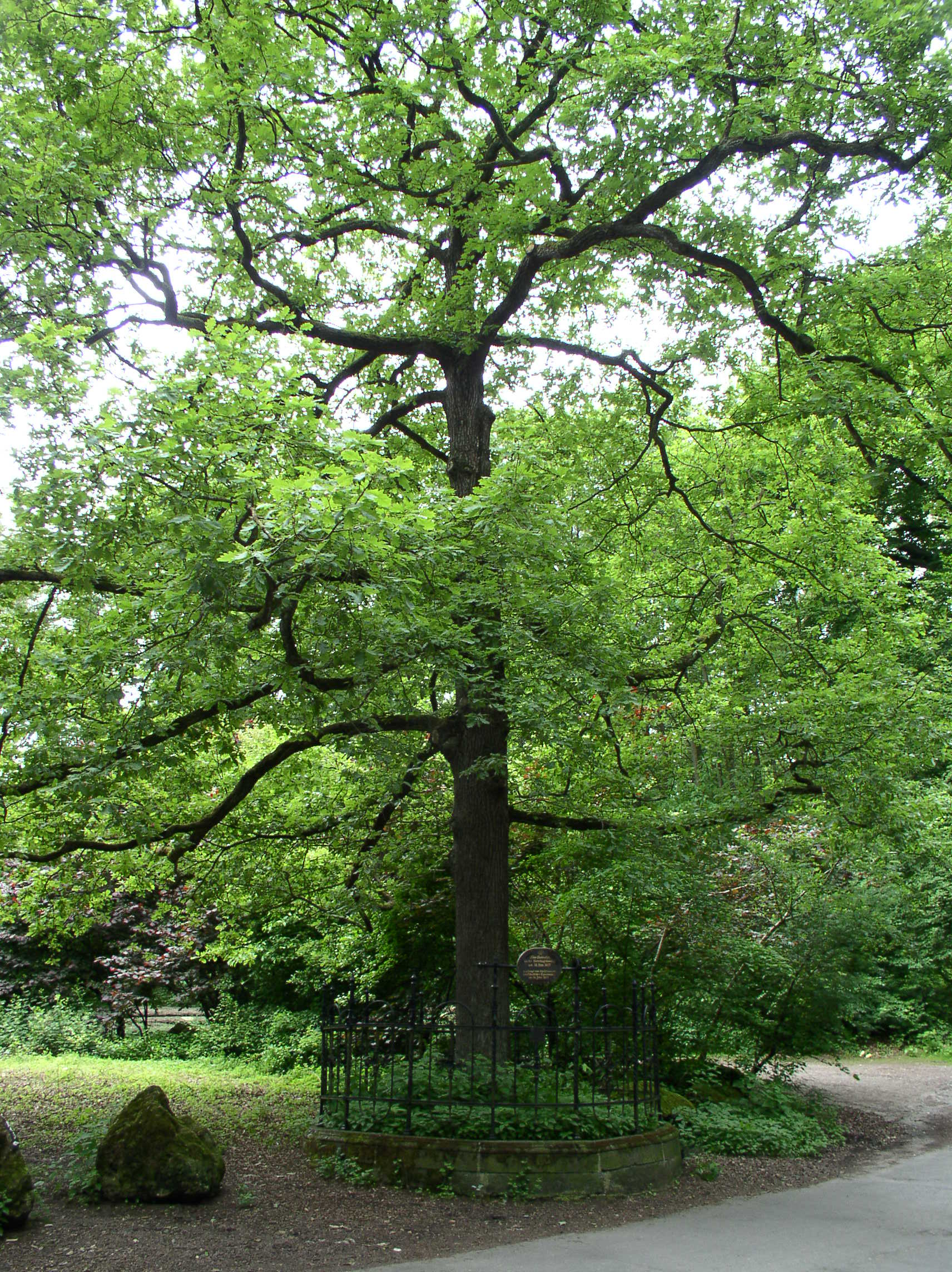
Die Kaisereiche
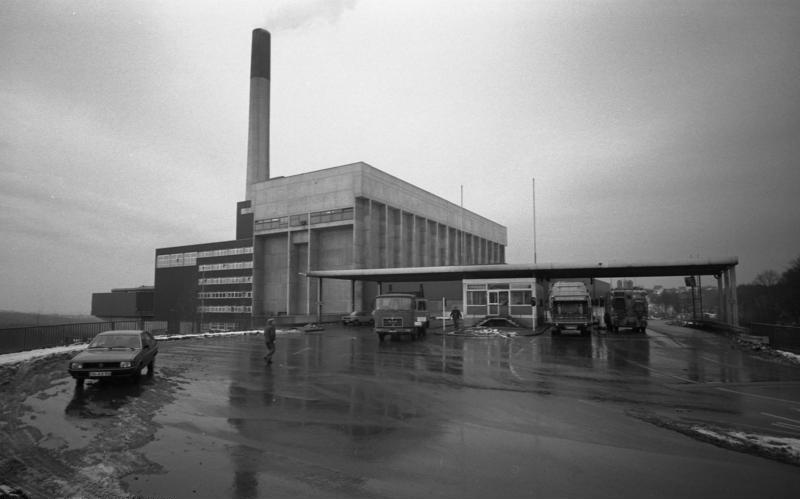
Die Müllverbrennungsanlage 1980